# Webb Smith
Webb Smith est un scénariste et accessoirement animateur américain. Il est principalement connu pour son travail au sein de studios Disney.

## Biographie
Il débute comme scénariste et dessinateur d'esquisses préparatoires en 1931.
Il est crédité de l'invention du storyboard moderne, utilisé pour planifier les films d'animation de manière plus graphique que le script.
Il quitte les studios Disney en 1942.

## Filmographie
- 1932 : Les Enfants des bois, scénario
- 1933 : Birds in the Spring, scénario
- 1933 : The Pied Piper, scénario
- 1933 : The Night Before Christmas, storyboard
- 1935 : Mickey patine, animateur
- 1937 : Don Donald, scénario
- 1937 : Blanche-Neige et les Sept Nains, adaptation du scénario
- 1940 : Pinocchio, adaptation du scénario
- 1940 : Fantasia, segment "The Pastoral Symphony",  adaptation du scénario
- 1941 : Dumbo, développement du scénario
- 1942 : Saludos Amigos, recherche scénario
- 1943 : The Stork's Holiday, scénario
- 1946 : Jasper's Derby, scénario
- 1947 : Woody, the Giant Killer, auteur
- 1947 : The Mad Hatter, auteur
- 1947 : The Bandmaster, auteur

Les éléments avant Blanche-Neige sont issus de Russel Merritt & J.B. Kaufman, Walt Disney's Silly Symphonies